# ما از بی‌زمانی و بی‌مکانی
ما از بی‌زمانی و بی‌مکانی (انگلیسی: We of the Never Never) یک فیلم درام استرالیایی است که در سال ۱۹۸۲ منتشر شد. از بازیگران این فیلم می‌توان به جان جارت اشاره کرد. این فیلم برندهٔ جایزهٔ اکتا بهترین فیلم‌برداری شد.